# Ожогино (Волоколамский район)
Ожо́гино — деревня в Волоколамском районе Московской области России.
Относится к Теряевскому сельскому поселению, до муниципальной реформы 2006 года относилась к Теряевскому сельскому округу. Население — 8 чел. (2010).

## География
Деревня Ожогино расположена рядом с автодорогой Р107 Клин — Лотошино, примерно в 18 км к северо-востоку от города Волоколамска, на левом берегу реки Локнаш (бассейн Иваньковского водохранилища). В деревне 6 улиц — Живописная, Кольцевая, Луговая, Северная, Солнечная и Южная, а также Заповедный и Малый переулки. Ближайшие населённые пункты — сёла Теряево, Покровское, деревни Новое и Калеево.

## Население
| 1852 | 1859 | 1890 | 1899 | 1926 | 2002 |
| ---- | ---- | ---- | ---- | ---- | ---- |
| 91   | ↗101 | ↗149 | ↘133 | ↘130 | ↘3   |
| 2006 | 2010 |      |      |      |      |
| →3   | ↗8   |      |      |      |      |

## История
В «Списке населённых мест» 1862 года Ожогина — казённая деревня 1-го стана Клинского уезда Московской губернии по левую сторону Волоколамского тракта, в 43 верстах от уездного города, при реке Локноше, с 11 дворами и 101 жителем (49 мужчин, 52 женщины).
По данным на 1890 год входила в состав Калеевской волости Клинского уезда, число душ составляло 149 человек.
В 1913 году — 20 дворов, маслобойня и кузница.
В 1917 году Калеевская волость была передана в Волоколамский уезд.
По материалам Всесоюзной переписи населения 1926 года — деревня Покровского сельсовета Калеевской волости Волоколамского уезда, проживало 130 жителей (51 мужчина, 79 женщин), насчитывалось 27 крестьянских хозяйств.
С 1929 года — населённый пункт в составе Волоколамского района Московской области.